# آندرئاس بک (بتو)
آندرئاس بک (انگلیسی: Andreas Beck؛ زادهٔ ۱۳ مارس ۱۹۸۷) یک بازیکن فوتبال اهل آلمان است که در پست مدافع بازی می‌کند.
وی همچنین در تیم ملی فوتبال آلمان بازی کرده است.